# Prêmio Multishow de Música Brasileira 2019
A 26.ª cerimônia de entrega do Prêmio Multishow de Música Brasileira, ou apenas PMMB 2019, foi realizada em 29 de outubro de 2019 com transmissão ao vivo pelo canal Multishow. A cerimônia foi apresentada por Anitta e Paulo Gustavo. Os nomeados foram anunciados em 29 de julho de 2019.
A premiação começou as 20h30 no canal Multishow Música no YouTube, com um time apresentadores contando com Diva Depressão, Nicole Bahls e Titi Müller, onde aconteceu o pré-show com abertura feita por Glória Groove. Houve transmissão em simultâneo também com o canal FitDance. O show principal começou às 21h30 com abertura feita por Alok, a transmissão foi ar pela TV no canal Multishow. 
Anitta e Marília Mendonça foram as artistas mais indicadas, com quatro indicações cada, enquanto Anitta e Ludmilla foram as mais premiadas, dois prêmios cada.

## Apresentações
| Artista                           | Canção                                                                                  |
| Pré-show                          | Pré-show                                                                                |
| --------------------------------- | --------------------------------------------------------------------------------------- |
| Gaby Amarantos Seu Jorge          | "La Vie en Rose"                                                                        |
| Lexa                              | "Sapequinha"                                                                            |
| Day Carol Biazin                  | "Tanto Faz" "Ser"                                                                       |
| Lexa Pedro Sampaio                | "Chama Ela"                                                                             |
| Kevin O Chris                     | Medley "Evoluiu" "Ela é do Tipo"                                                        |
| Felipe Araújo Ferrugem            | "Atrasadinha"                                                                           |
| Yasmin Santos                     | "Saudades Nível Hard"                                                                   |
| Felipe Araújo                     | Tributo a Gabriel Diniz: "Jenifer"                                                      |
| Gloria Groove                     | "YoYo"                                                                                  |
| Luísa Sonza                       | "Fazendo Assim"                                                                         |
| Lexa Gloria Groove                | "Provocar"                                                                              |
| Show principal                    |                                                                                         |
| Iza Ivete Sangalo                 | "Brisa" "Mainha Gosta Assim"                                                            |
| Anitta Kevinho MC Zaac Tropkillaz | "Terremoto" Bola Rebola" (contém elementos de "Faz Gostoso", "Banana" e "Vai Malandra") |
| Márcia Fellipe Jerry Smith        | "Quem Me Dera"                                                                          |
| Zé Neto & Cristiano               | "Largado às traças" "Ferida Curada"                                                     |
| Léo Santana                       | "Santinha" "Contatinho"                                                                 |
| Melim                             | "Dois Corações" "Meu Abrigo" "Ouvi Dizer"                                               |
| Ludmilla                          | Medley: "Vem Amor" "Solta a Batida" "Flash" "Favela Chegou"                             |
| Marília Mendonça                  | "Música do Leo"                                                                         |
| Baco Exu do Blues Péricles        | "Flamingos"                                                                             |
| Marília Mendonça Anitta           | "Some Que Ele Vem Atrás"                                                                |

## Vencedores e nomeados
Os vencedores estão destacados em negrito.
| Melhor Cantora | Melhor Cantor |
| --- | --- |
| - Ludmilla - Anitta - Ivete Sangalo - Iza - Marília Mendonça | - Dilsinho - Ferrugem - Gabriel Diniz - Gusttavo Lima - Wesley Safadão |
| Melhor Grupo | Melhor Dupla |
| - Atitude 67 - BaianaSystem - Melim - Sorriso Maroto - Turma do Pagode | - Zé Neto & Cristiano - Anavitória - Jorge & Mateus - Matheus & Kauan - Simone & Simaria |
| Melhor Música | Música Chiclete |
| - "Atrasadinha" - Felipe Araújo part. Ferrugem - "Dona de Mim" – Iza - "Jenifer" – Gabriel Diniz - "Péssimo Negócio" – Dilsinho - "Todo Mundo Vai Sofrer" – Marília Mendonça | - "Onda Diferente" – Anitta, Ludmilla & Snoop Dogg part. Papatinho - "Atrasadinha" – Felipe Araújo part. Ferrugem - "Jenifer" – Gabriel Diniz - "Medley da Gaiola" – Kevin O Chris & Dennis DJ - "Bola Rebola" – Tropkillaz, J Balvin & Anitta part. MC Zaac |
| Melhor Show | Fiat Argo Experimente |
| - Marília Mendonça - BaianaSystem - Gusttavo Lima - Thiaguinho - Tribalistas | - Lagum - Duda Beat - Jão - Malía - Vitão |
| Melhor Clipe TVZ | |
| - "Terremoto" – Anitta e Kevinho (Direção: João Papa) - "Amor Bandido" – Lexa e MC Kekel (Direção: Os Primos) - "Bem Pior Que Eu" – Marília Mendonça (Direção: Fernando Trevisan Catatau) - "Garupa" – Luísa Sonza e Pabllo Vittar (Direção: Os Primos) - "Vingança" – Luan Santana part. MC Kekel (Direção: Joana Mazzucchelli) | |

## Vencedores e indicados ao Superjúri
Os indicados ao Superjúri foram anunciados em 18 de setembro de 2019.
| Canção do Ano | Melhor Disco                                                                                      | Artista Revelação              |
| --- | ------------------------------------------------------------------------------------------------- | ------------------------------ |
| - "Hoje Eu Vou Parar Na Gaiola" - MC Livinho part. DJ Rennan da Penha - "AmarElo" - Emicida part. Majur e Pabllo Vittar - "Sulamericano" - BaianaSystem | - Abaixo de Zero: Hello Hell - Black Alien - O Futuro Não Demora - BaianaSystem - Ladrão - Djonga | - Duda Beat - Josyara - MC Tha |